# 克里斯蒂安·巴托基奧
克里斯蒂安·巴托基奧（義大利語：Cristian Battocchio；1992年2月10日—）是一位意大利足球運動員，在場上的位置是中場。他擁有阿根廷和意大利的雙重國籍。